# Tondiraba

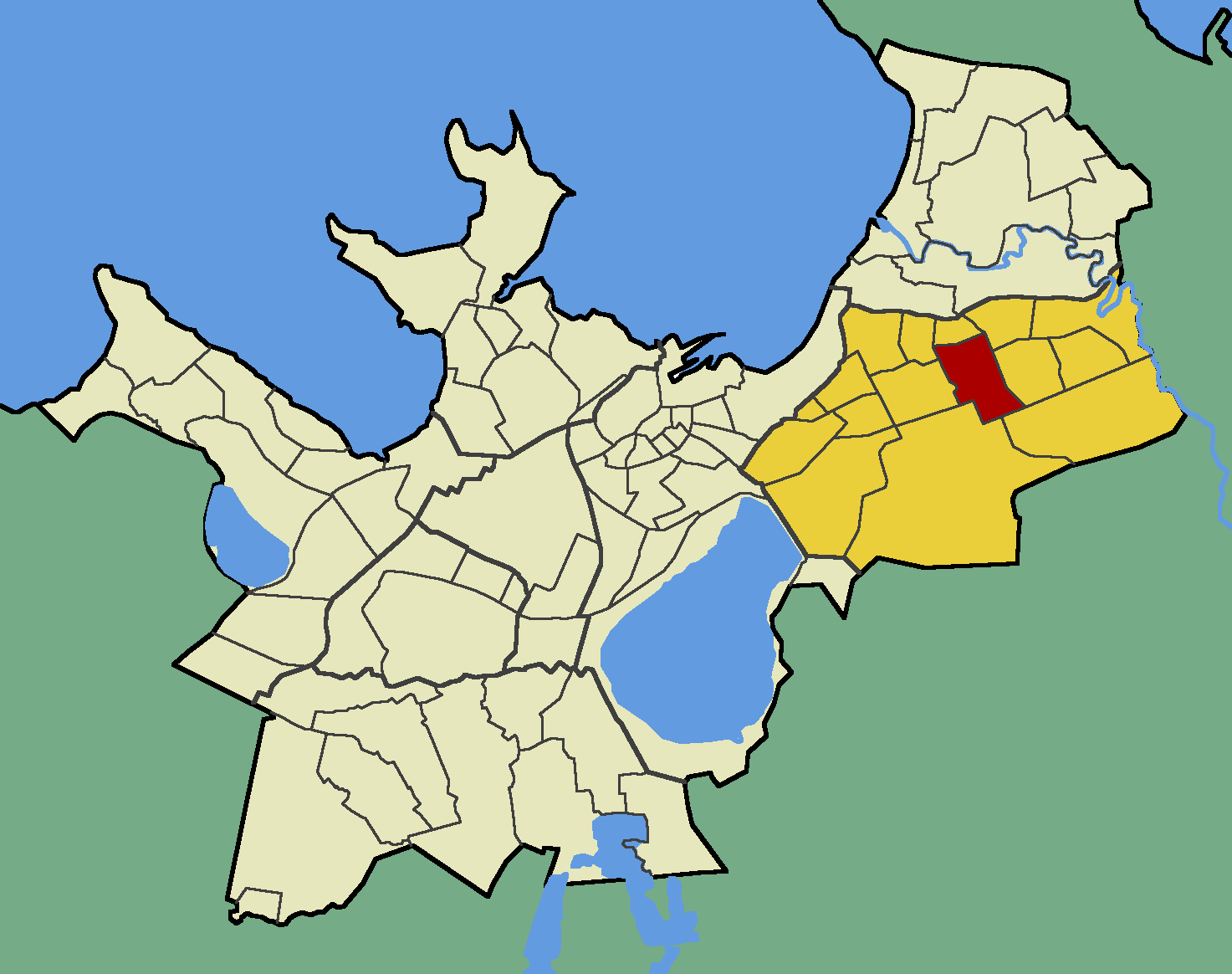
Lage von Tondiraba (rot) im Tallinner Stadtteil Lasnamäe (gelb)

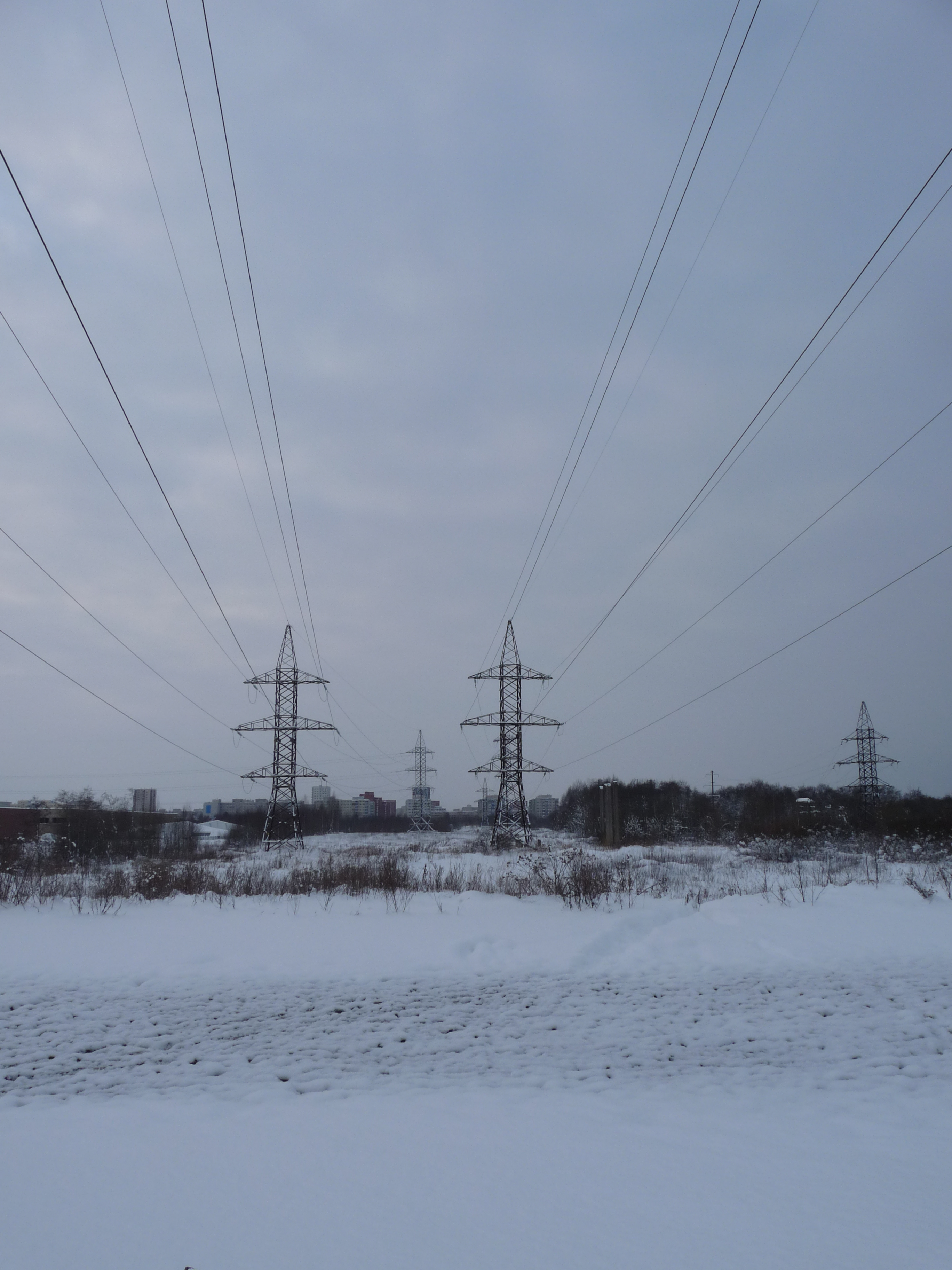
Stromleitungen am Wald von Tondiraba

Tondiraba ist ein Stadtbezirk (estnisch asum) der estnischen Hauptstadt Tallinn. Der Bezirk liegt im Stadtteil Lasnamäe.

## Bezirk
Tondiraba ist einer der am dünnsten besiedelten Stadtbezirke Tallinns. Er hat 9 Einwohner (Stand 1. Mai 2010).
Das Gebiet ist vor allem für seinen 164.000 Quadratmeter großen Industriepark mit Gewerbeflächen und ein Tenniszentrum bekannt.